# Аксиома рациональности
Аксиома рациональности — аксиома теории потребительского поведения и выбора, утверждающая, что потребитель стремится принимать оптимальные решения. Критерием оптимальности служит выбор наилучшего варианта в смысле некоторого предпочтения. Например, потребитель может максимизировать абстрактную функцию полезности, ожидаемую полезность либо минимизировать величину затрат. В любом случае из множества доступных ему вариантов он выбирает, с его точки зрения, наилучший.
Аксиома рациональности может быть применена не только к индивиду (потребителю), но и к фирме. В этом случае критерием оптимальности может являться максимум прибыли.

## Экономический смысл
Аксиома рациональности является одним из самых распространённых способов описать мотивацию, которой руководствуется человек при принятии решений. Стремление к максимизации вносит упорядоченность в поведение. Иначе при отсутствии логики в поступках невозможно построение какой-либо теории и её проверка на эмпирических данных.
В наиболее общем виде рациональность может быть определена следующим образом: «субъект (1) никогда не выберет альтернативу {\displaystyle X}, если в то же время (2) доступна альтернатива {\displaystyle Y}, которая, с его точки зрения, (3) предпочтительнее {\displaystyle X}». Цифрами обозначены три важнейшие черты рациональности: её индивидуальный характер, ограниченность и субъективность.
Аксиому рациональности не следует смешивать с аксиомами рационального выбора (рационального предпочтения). Аксиома рациональности говорит о стремлении к максимизации (минимизации) некоторого критерия. Аксиомы рационального выбора предъявляют требования к предпочтениям агента, делая внутренне согласованными. Предпочтения агента являются рациональными (внутренне согласованными), если они удовлетворяют аксиомам полноты и транзитивности. Вместе три аксиомы (полноты, транзитивности и рациональности) лежат в основе теории рационального выбора и является составной частью модели homo economicus (экономического человека).

### Формальное определение
Пусть дано множество доступных альтернатив {\displaystyle B=\{B_{1},B_{2},B_{3},...\}}, на котором задано некоторое отношение предпочтения {\displaystyle \succsim }. Функция выбора {\displaystyle C(\cdot )} описывает выбор некоторой альтернативы из множества. Тогда потребитель подчиняется аксиоме рациональности, если из всех доступных альтернатив он выбирает ту, которая как минимум не хуже остальных.
{\displaystyle C(B)\succsim B_{i},\forall B_{i}}

## Формы рациональности
Предположение о максимизирующем (минимизирующем) поведении является достаточно сильным. В поведенческой экономике изучаются ситуации, в которых поведение людей отклоняется от строго максимизирующего. Поэтому отношение к аксиоме рациональности было различным в истории экономической мысли. Милтон Фридман в "Эссе о позитивной экономике" считал, что нереалистичность предпосылок модели не играет большого значения, если модель обладает предсказательной силой. Такой подход разделяется не всеми, поэтому в экономике используются другие способы моделирования выбора.
Существует несколько различных моделей рациональности.
1. Полная рациональность является наиболее строгой формой, которая не допускает никаких исключений или ограничений максимизирующего поведения.
2. Ограниченная рациональность, предложенная Гербертом Саймоном является полустрогой формой. Она предполагает, что люди стремятся быть рациональными с учётом имеющихся ограничений. Например, сбор и обработка необходимой для принятия решения информации может требовать существенных затрат, и люди могут экономить на сборе. В таком случае с учётом доступности информации поведение остаётся рациональным, хотя итоговое решение может быть не самым лучшим. Человек просто выбирает первый достаточно хороший вариант.
3. Органическая рациональность является слабой формой рациональности. Предполагается, что рациональность выбора может быть ограничена формальными и неформальными правилами, ограничивающими знание. В этом случае рациональный выбор нельзя спланировать заранее. Итоговое решение может сформироваться как результат эволюционного процесса институтов и поведения.

Различные формы рациональности не следует смешивать с когнитивными (поведенческими искажениями), которые являются основным предметом изучения поведенческой экономики.